# モンマス (オレゴン州)
モンマス（英語: Monmouth）は、アメリカ合衆国オレゴン州のポーク郡にある都市。初期の入植者の出身地であるイリノイ州モンマスから名付けられた。セイラム都市圏に所属し、2010年の国勢調査によると、人口は9,534人である。

## 歴史
1853年、数名の入植者がこの地を訪れ、キリスト教会付属の大学（現：西オレゴン大学）とその大学都市を建てるために2.6km²の土地を取得した。
モンマスでは長年禁酒令が敷かれており、2002年11月の住民投票で条例改正がされるまでの期間、市街地での酒類の販売が禁止されていた。またこれにより、オレゴン州において禁酒令が敷かれた町が全て消滅した。

### モンマスにおける禁酒令
モンマスを開拓したエライジャ・ダビットソンとその家族は、イリノイ州モンマスに住む敬虔なクリスチャンでかつ熱心な禁酒運動の賛同者であった。1852年、エライジャが63歳の時に彼とその家族はオレゴン準州へと旅立った。そして、2年後の1854年までに彼の親戚を含む十数組の家族がエライジャ一行に加わった。彼らがオレゴンでモンマスを創設してからすぐの1859年2月、ダビットソンたち入植者は禁酒令を発布、これによりモンマスにおける酒類の持ち込み、持ち出し、販売、消費の全てが禁止された。禁酒令の発布に際しダビットソンたちは「これにより町における迷惑行為が防止され、人々の生命と財産を守ることできることに加え、さらに街並みをきれいに保つことができる。」と述べた
商人達による数々の努力にもかかわらず、モンマスでは禁酒令が長期間にわたり維持されていた。禁酒令を守ることこそが、宗教心の篤い地元住民にとって最も大切なことであった。禁酒令に対しては宗教、倫理、経済、生活の質など様々な観点から反対意見が19世紀中ずっと存在したが、賛成派の住民は禁酒令こそがモンマスの歴史的遺産であり、モンマスの独自性を増していると主張した。
しかしながら、20世紀に入ると禁酒令に対する賛同の声は徐々に弱まっていった。賛成派の住民は禁酒令維持のために様々な活動を行なったが結局モンマスにおける賛成派の数はますます減少した。さらに、禁酒令が地域の経済発展に悪影響を及ぼしていると言う意見も出始めた。
1970年の住民投票では5倍の差をつけられて廃止派が敗北したが、2002年11月の住民投票でついに禁酒令の廃止が決定。西海岸最後の禁酒町としての長い歴史に終止符が打たれた。

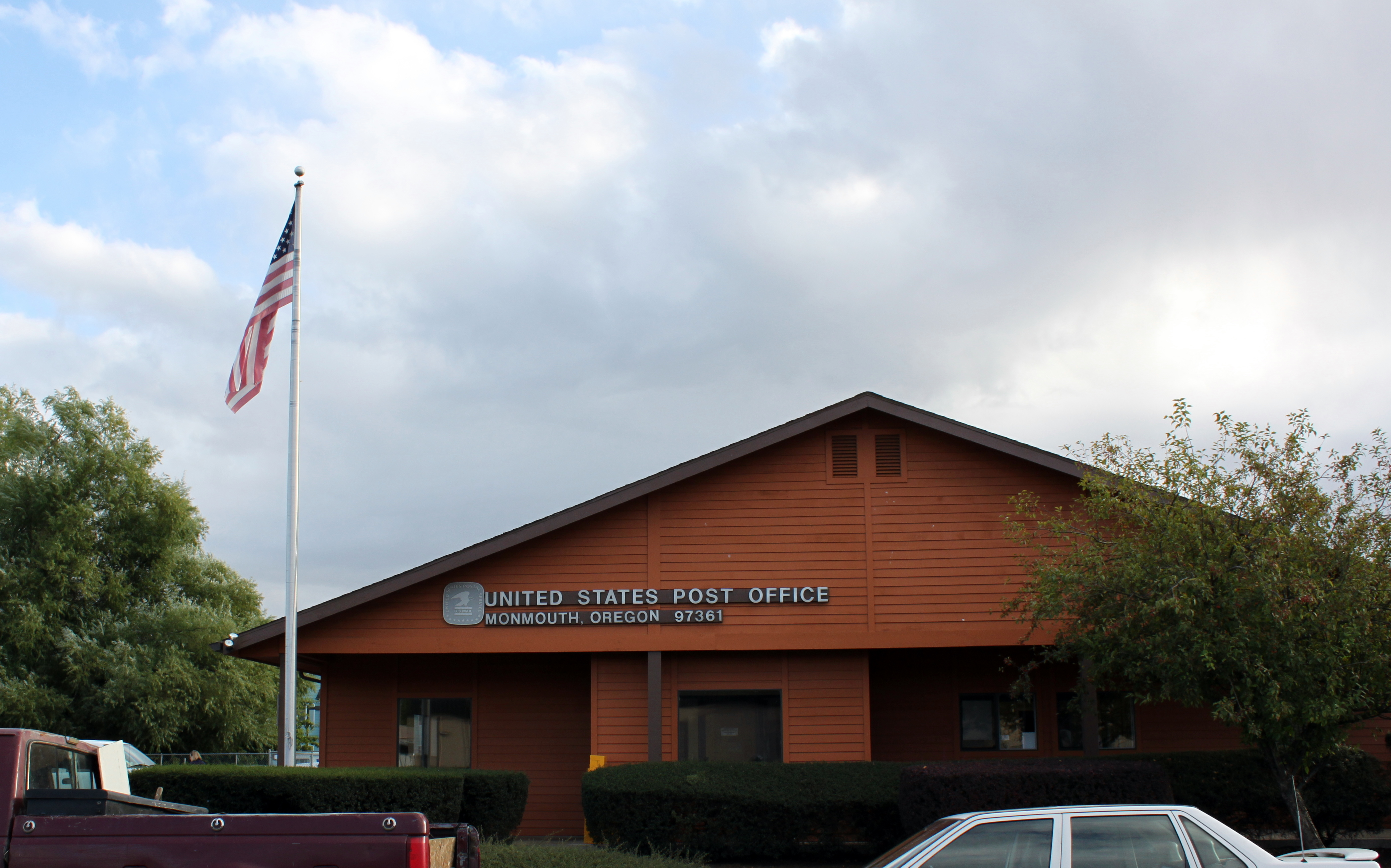
モンマス郵便局

## 地理
モンマスはセイラムからオレゴン州道99号西線を西に20kmほど進んだ位置にあり、近くにはウィラメット川が流れている。
アメリカ合衆国統計局によると面積は5.80km²であり、全てが土地面積である。 

## 人口動静
以下は2010年国勢調査に基づいている。
| 基礎データ - 人口：9,534人 - 世帯数：3,247世帯 - 家族数：1,769家族 - 人口密度：1,643.4人/m² - 住居数：3,450軒 - 住居密度：594.7軒/m² 人種別人口構成 - 白人：82.8% - アフリカン・アメリカン：1.1% - ネイティブ・アメリカン：1.5% - アジア人：3.3% - 太平洋諸島系：0.6% - その他の人種：6.6% - 混血：4.1% - ヒスパニック・ラテン系：13.4% 世帯と家族（対世帯数） - 18歳未満の子供がいる: 26.8% - 結婚・同居している世帯: 41.8% - 未婚・離婚女性が世帯主である世帯: 9.4% - 未婚・離婚男性が世帯主である世帯: 3.3% - 非家族世帯: 45.5% - 単身世帯: 23.9% - 65歳以上の老人1人暮らし: 7.5% - 平均構成人数 - 世帯: 2.52人 - 家族: 3.07人 | 年齢別人口構成 - 18歳未満：18.2% - 18歳-24歳：34.9% - 25歳-44歳：20.8% - 45歳-64歳：16.8% - 65歳以上：9.4% - 年齢の中央値：23.7歳 - 男女比 - 男性：47.9% - 女性：52.1% 収入と家計（2000年国勢調査） - 収入の中央値 - 世帯: 32,256米ドル - 家族: 48,600米ドル - 性別 - 男性: 33,500米ドル - 女性: 25,185米ドル - 人口1人あたり収入: 14,474米ドル - 貧困線以下 - 対人口: 24.6% - 対家族数: 7.1% - 18歳未満: 14.1% - 65歳以上: 5.6% |

## 教育
モンマスは西オレゴン大学を中心とした大学都市である。そのほかに、高校、中学校が1つずつと小学校が2つある。

## 英語版参考文献
英語版（Monmouth, Oregon）では、次の参考文献が使用されている。
- Scott McArthur, Monmouth, Oregon: the Saga of a Small American Town. Rickreall, Oregon: Polk County History Museum, 2004.
- Edna Mingus, Monmouth, 'The Growth of an Idea,' 1856-1956. Salem, OR: Johnson & Siewert, n.d. [1956].